# شیگتو شیمیزو
شیگتو شیمیزو (انگلیسی: Shigeto Shimizu؛ زادهٔ ۴ ژانویهٔ ۱۹۵۳) بازیکن بسکتبال اهل ژاپن بود.